# 北米植民地戦争
北米植民地戦争（ほくべいしょくみんちせんそう）は、17世紀から18世紀にかけて植民地時代の北米大陸で行われた一連の抗争の総称。各植民地戦争は欧州における国家間の戦争に呼応している。

## 名称について
一連の抗争はアメリカ合衆国では French and Indian Wars と総称されるが、後述のフレンチ・インディアン戦争（英語: French and Indian War、1754年-1763年）とは複数と単数の区別のみで、日本語訳表記では紛らわしい。
フランス植民地であったケベック州では、Intercolonial Wars （植民地同士の戦争）とも呼ぶ。また、ウィリアム3世によって開始された英仏の抗争はナポレオン戦争終結まで続き、第2次百年戦争と呼ばれることもある。

## 概要
北米でのこれら戦争は、スペイン及びヌエバ・エスパーニャ（1519年 – 1821年）やオランダ及びニューネーデルラント（1614年 – 1674年）が参加することもあったが、基本的には「イギリス、大英帝国領アメリカ（1607年 - 1783年）、同盟するインディアン部族軍（イロコイ連邦）」対「フランス、ヌーベルフランス（1534年 – 1763年）、同盟するインディアン部族軍（ワバナキ連邦）」という構図で戦われた。拡張する英仏の北米植民地は西部あるいは内陸地域の支配権をめぐって競合し、ヨーロッパで戦争が起こると必ず北米大陸に波及した。一連の北米植民地戦争は次の通り。

## ウィリアム王戦争
名誉革命によって英王（イングランド王）となったウィリアム3世は、1689年に欧州のアウクスブルク同盟に参加し、英仏の対立が開始された。このため、北米でも英領アメリカと仏領カナダが戦端を交えたが、決定的な結果を得ることができず、1697年のレイスウェイク条約によって鉾を収めた。

## アン女王戦争
欧州のスペイン継承戦争に呼応して開始された北米植民地戦争（1702年～1713年）で、英軍は仏領アカディアのポートロワイヤルを占領し、1713年のユトレヒト条約によってカナダ東部のニューファンドランド島とハドソン湾地域を獲得した。

## ジョージ王戦争
欧州のオーストリア継承戦争に呼応して始まった北米植民地戦争（1744年～1748年）で、ニューイングランド植民地軍はカナダ東部の要衝ルイズバーグ要塞を陥落させたが、アーヘン条約（エ・ラ・シャペル条約）によって要塞をフランス側に返還した。せっかくの植民地軍の奮闘も欧州全域における英国の国益のために無視された格好となった。

## ル・ルートル神父戦争
1749年、イギリスの入植者がハリファックスを設立したことにより、ミクマクとの
対立が深まった。ノバスコシア支配のためにイギリスは多くの砦を建設したが、ミクマクとマリシートがこれを攻撃したことで戦争が始まった。アカディアとノバスコシアを巡るこの戦争で、ミクマクとマリシート(ワバナキ連邦)とその同盟国フランスは、当初イギリスに対し多くの勝利を収めたが、最終的にイギリスの勝利に終わった。
ダートマス奇襲 (1749年)
セントクロワの戦い
ダートマス奇襲 (1751年)
モコドームの襲撃
1755年6月8日の海戦
ボーセジュール砦の戦い

## フレンチ・インディアン戦争
フレンチ・インディアン戦争は欧州の七年戦争（1756年 - 1763年）の2年前から北米で開始された英仏植民地戦争（1754年 - 1763年）で、当初はインディアンと同盟したフランス軍が優勢だったが、最終的に英軍がケベック市とモントリオールを占領してカナダを制圧。
1762年、秘密条約・フォンテーヌブロー条約の調印で、フランスがルイジアナ植民地を秘密裏にスペイン（ヌエバ・エスパーニャ）に割譲。
1763年、パリ条約でフランスがミシシッピ川の東側とカナダ全域をイギリスに割譲。フランスは北米の植民地を実質的に喪失したが、イギリスに対して植民地を維持しているように見せかけた。

## 歴史的評価
戦争が進行するにつれて英国の優位が次第に明白となった。フランスのヌーベルフランス植民地（カナダ）に対して英国のアメリカ植民地が人口でも生産力でも優位にあり、フランスはインディアン同盟軍の効果的な使用によって補おうとしたが結局は英国に圧倒された。
皮肉にも英国の圧倒的勝利はニューイングランド植民地群の喪失を招いた。フランスの脅威がなくなると、ニューイングランド植民地は英国の軍事的保護をほとんど必要としなくなり、むしろ新たに獲得したカナダがニューイングランドから分離支配されたことに不満を抱くようになった。1763年のパリ条約から12年後、アメリカ独立戦争（1775年-1783年）となってこの不満が爆発することになる。
さらにメキシコがメキシコ独立革命（1810年-1821年）で第1次メキシコ帝国（1821年 - 1823年）を経てメキシコ合衆国として独立。米英戦争を経て、1836年のテキサス革命（1835年-1836年）でテキサス共和国（1836年-1845年）が独立。1845年のテキサス併合でアメリカ合衆国領テキサス州になった。
オレゴン・トレイルを通ってオレゴン・カントリーに流れ込んだアメリカ人開拓者がオレゴン境界紛争をグレートブリテン及びアイルランド連合王国との間に抱えていたが、1846年のオレゴン条約によって平和的に解決され、オレゴン境界は北緯49度線に設定された。
1846年の米墨戦争中にはカリフォルニア共和国がメキシコ合衆国が独立してわずか１ヶ月間存在したが、戦後の1848年に、
メキシコ割譲地（現在のアリゾナ州、コロラド州、ニューメキシコ州、ワイオミング州）とともにアメリカ合衆国領カリフォルニア州になった。1853年のガズデン購入をもって現在の米墨国境線は確定した。
このようにニューネーデルラント、ヌーベルフランス、ワバナキ連邦、大英帝国領アメリカ、イロコイ連邦、ヌエバ・エスパーニャは、アメリカ合衆国に併合されていくことになった。